# Altopedaliodes reissi
Altopedaliodes reissi är en fjärilsart som beskrevs av Gustav Weymer 1890. Altopedaliodes reissi ingår i släktet Altopedaliodes och familjen praktfjärilar. Inga underarter finns listade i Catalogue of Life.